# David Jelenko
David Jelenko (* 26. Juni 1992 in Wien) ist ein ehemaliger österreichischer Fußballspieler.

## Karriere

### Verein
Jelenko begann seine Karriere beim First Vienna FC. Zur Saison 2004/05 wechselte er in die Jugend des SK Rapid Wien, bei dem er später auch sämtliche Teams der Akademie durchlief. Im Juni 2009 debütierte er für die Amateure Rapids in der Regionalliga. Insgesamt kam er zu 41 Einsätzen für Rapid II in der dritthöchsten Spielklasse. Im Jänner 2011 wurde der Flügelstürmer an den Zweitligisten SCR Altach verliehen. Sein Debüt in der zweiten Liga gab er im März 2011 gegen den SV Grödig. Für die Vorarlberger kam er bis zum Ende der Saison 2010/11 zu zehn Zweitligaeinsätzen.
Zur Saison 2011/12 wurde er innerhalb der zweiten Liga an den First Vienna FC weiterverliehen, bei dem er seine Karriere begonnen hatte. Für die Wiener kam er bis zur Winterpause zwölfmal zum Einsatz. Im Jänner 2012 wurde sein Vertrag bei der Vienna aufgelöst und Jelenko wechselte weiter leihweise zum Regionalligisten SV Horn. Für Horn kam er bis Saisonende zu 13 Einsätzen in der Regionalliga. Nach gewonnener Relegation stieg er mit den Niederösterreichern zu Saisonende in die zweite Liga auf. In dieser kam er dann in der Hinrunde 2012/13 elfmal zum Einsatz. Im Jänner 2013 verließ er dann Horn und kehrte auch nicht zu Rapid zurück, sondern wechselte fest zum Regionalligisten SC Ostbahn XI. Für die Wiener absolvierte er 15 Partien in der Ostliga, aus der mit Ostbahn aber zu Saisonende absteigen musste.
Jelenko blieb daraufhin aber der Liga erhalten und schloss sich zur Saison 2013/14 dem Floridsdorfer AC an. Für den FAC kam er jedoch nur zu fünf Einsätzen, mit dem Team stieg er zu Saisonende ebenfalls in die zweite Liga auf. Nach dem Aufstieg verließ er den Verein allerdings und wechselte zur Saison 2014/15 zum fünftklassigen SV Stripfing nach Niederösterreich. Für Stripfing absolvierte er fünf Partien in der 2. Landesliga, ehe er den Klub in der Winterpause wieder verließ und seine Karriere beendete. In weiterer Folge hinterlegte er seinen Spielerpass jedoch bei verschiedenen Klubs und kam so in der Saison 2015/16 dreimal für den sechstklassigen FC Royal Persia, in der Saison 2017/18 einmal für den sechstklassigen 1. FC Bisamberg und in der Saison 2018/19 einmal für den achtklassigen ASKÖ Würnitz zum Einsatz.

### Nationalmannschaft
Jelenko absolvierte im Juni 2009 eine Partie im österreichischen U-17-Team.